# Змартвихвстанці
Змартвихвста́нці (тобто Воскресенці), Згромадження Воскресіння Господа нашого Ісуса Христа (лат.Congregatio a Resurrectione D.N.J. Christi, CR) — польський орден, заснований у Парижі в 1836 році та затверджений папою Левом XIII із метою підготовки польського кліру на теренах, які поляки вважали своїми (у тому числі й у Східній Галичині).
Співзасновником і першим настоятелем ордену був о. Петро Семененко, польський священник із Підляшшя. До ордену змартвихвстанців також особисто належав Володимир Терлецький.